# 亀川史華
亀川 史華（かめかわ ふみか、1991年5月9日 - ）は、兵庫県出身の元女子競輪選手。現役時代は日本競輪選手会新潟支部所属（登録地は長野県。当初は兵庫支部所属）、ホームバンクは松本市美鈴湖自転車競技場。日本競輪学校（当時。以下、競輪学校）第110期生。師匠は奥谷広巳（78期）。

## 来歴
祖父の亀川光夫（5期）、父の亀川修一（41期）、叔父の亀川昌宏（48期）はともに元競輪選手という、競輪一家に生まれた三世選手。なお、自身にきょうだいは、兄が二人いる。
自身が競輪選手になるまで競輪については父親の引退レースを見た程度で全く興味がなく、むしろ幼い頃は病弱だった母親を見て医師を目指して勉学に励んでいたほどだった。
その後は美容師に興味を持つようになり、中学を卒業後は大阪美容専門学校に進学。専門学校を卒業後はサロンで美容師として働いていたが、20歳のときにスカウトされモデルの仕事も兼業していた。美容師、モデルともに仕事で行き詰っていた23歳の頃、父親に相談したとき父親にサイクリングに誘われ、そのサイクリングに快感を覚えたこと、また自転車に乗っている父親の後ろ姿が格好良く見えたことをきっかけに、競輪選手を目指すようになった。
2014年12月24日、競輪学校第110回技能試験に合格。在校競走成績は9位（4勝）。
2016年7月18日、名古屋競輪場でデビューし7着。初勝利は同年11月11日の久留米競輪場、初優勝は2017年8月4日の岸和田競輪場で挙げた。
2017年6月1日、福岡市に本社のある九州テンとスポンサー契約を締結。
ただ、選手になってからは病気や酷い腰痛に悩まされ長期欠場することも多く、直近では2022年6月から2023年4月までの10か月間長期欠場し、翌5月よりレースに復帰している。
2023年7月7日付けで、同期の黒河内由実がいる日本競輪選手会新潟支部に移籍（登録地・練習拠点は長野県）。
移籍後も成績が低迷したこともあり、2024年6月21日の弥彦FII最終日第5レースで5着となったのを最後に、以後は長期欠場。
2024年10月31日、選手登録消除。現役時代の通算戦績は、433戦48勝、優勝7回。

## 主なテレビ番組出演
- 明石家さんまの転職ＤＥ天職（父・修一とともに出演。2016年10月10日、日本テレビ）[8]